# سد دودورو اویا
سد دودورو اویا (به لاتین: Deduru Oya Dam) یک سد خاکی در سری‌لانکا است که در Wariyapola واقع شده‌است.